# Cornelius Enevold Steenbloch
Cornelius Enevold Steenbloch (født 27. februar 1773, død 31. oktober 1836) var en norsk professor i historie.
Steenbloch blev født i Bynæssets Præstegæld ved Trondhjem, hvor hans fader, Cornelius Steenbloch (født 1729, død før sønnens fødsel 1772), havde været residerende kapellan; 1794 blev han student fra Trondhjems skole og tog 2. eksamen, hvorefter han begyndte på det teologiske studium på Københavns Universitet. Han var en tid informator på Knuthenborg og blev 1806 adjunkt og 1814 overlærer ved Frederiksborg lærde Skole. I 1813 blev han medlem af Det kongelige danske Selskab for Fædrelandets Historie.
1816 blev han udnævnt til professor i historie ved Universitetet i Oslo, hvorefter han bosatte sig i byen og levede der (ugift) til sin død.
Steenbloch var en for de historiske studier tidlig interesseret mand, der desuden arbejdede med "de skjønne Videnskaber" og som dilettant syslede med maleri og musik. Hans forfattervirksomhed var dog, trods hans omfattende og mangesidige interesser, ikke stor. "Uagtet den endog anstrængte Flid" – hed det ved hans bortgang –, "hvormed den afdøde arbejdede i sit Fag, og hvorom hans Forelæsninger vidnede, er det dog kun saare ubetydeligt, han af egentlige historiske Undersøgelser har ladet trykke." En afhandling af retshistorisk indhold, for hvilken han i 1798 vandt Universitetets guldmedalje, er forblevet utrykt. Hans eneste trykte historiske arbejde er den 1814 udkomne afhandling Om de gamle Skandinavers Vaaningshuse. Til enkelte populære skrifter af andre forfattere har han ydet bidrag.
Hans skønlitterære forfatterskab blev noget større. Til Det Norske Selskabs protokol har han ydet bidrag og derhos ladet enkelte digte trykke foruden en "dramatiseret Historie i 5 Akter", der udkom 1808 under titlen Frederikshalds Belejring i Aaret 1716. Også drikkesangen Gubben Noah skal være af ham. Han interesserede sig for den gamle visedigtning og har bl.a. givet bidrag til Rasmus Nyerups og Knud Lyne Rahbeks samling.
Det er vanskeligt at danne sig en klar opfattelse af Steenbloch som af flere andre inden den ældre stamme af det norske universitets lærere. Ved hans død blev det sagt: "Har end vor afsjælede Lærer mindre, end tidlig glimrende Evner syntes at bebude, sørget for sit Navns Forplantelse til den sildige Efterslægt, og maa vi end beklage, at Kraften for tidlig veg fra ham, – hans Samtid vidste at skatte ham og skal holde hans Minde højt i Ære."